# Smithsonidrilus sacculatus
Smithsonidrilus sacculatus är en ringmaskart som först beskrevs av Erséus 1983.  Smithsonidrilus sacculatus ingår i släktet Smithsonidrilus och familjen glattmaskar. Inga underarter finns listade i Catalogue of Life.